# کیرشویشتدت
کیرشویشتدت (به آلمانی: Kirchwistedt) یک منطقهٔ مسکونی در آلمان است که در بوشتدت واقع شده‌است. کیرشویشتدت ۴۶۸ نفر جمعیت دارد.